# Iglesia de San Miguel de Fontaneda
La Iglesia de San Miguel de Fontaneda (en catalán: Església de Sant Miquel de Fontaneda) es una iglesia católica situada en Fontaneda, San Julián de Loria, en el principado de Andorra. Se trata de un bien patrimonial inscrito en el Patrimonio Cultural de Andorra. Fue construido entre los siglos XI y XII después de cristo.